# Polytechnicum de Bordeaux
Le Polytechnicum de Bordeaux, créé en 1997, regroupe des établissements d'enseignement supérieur bordelais.
- Université Bordeaux 1
- Conservatoire national des arts et métiers centre de Bordeaux
- École nationale d'ingénieurs des travaux agricoles de Bordeaux
- École nationale supérieure d'arts et métiers centre de Bordeaux
- École nationale supérieure de chimie et de physique de Bordeaux
- École nationale supérieure d'électronique, informatique et radiocommunications de Bordeaux
- École Supérieure de Technologie des Biomolécules de Bordeaux
- École supérieure des technologies industrielles avancées
- Institut des Sciences et Techniques des Aliments de Bordeaux
- École d'ingénieurs en modélisation mathématique et mécanique (Matméca)

Il disposait d'une classe préparatoire dès 2003 aux 8 écoles d'ingénieurs. Les élèves ont le statut d'étudiant et ont une formation spécifique à l'école qu'ils souhaitent intégrer. Cette formation a évolué en 2007 en Cycle Préparatoire de Bordeaux.
Il participe à la mutualisation de la recherche et du transfert technologique.
Le Polytechnicum de Bordeaux semble en sommeil depuis la constitution du PRES Université de Bordeaux.